# Половцево (посёлок)
По́ловцево — посёлок в Новохопёрском районе Воронежской области России.
Входит в состав городского поселения Новохопёрск.

## Население
| 2010 |
| ---- |
| 585  |

## Уличная сеть
| - ул. Вишневая, - ул. Кленовая, - ул. Придорожная, - ул. Рабочая, | ул. 1-й Поселок ул. 2-й Поселок ул. 3-й Поселок ул. 4-й Поселок - пер. Лесной, - пер. Придорожный, - пер. Приозерный, - пер. Рабочий. |

## Инфраструктура
В поселке имеется Ильменская основная общеобразовательная школа.